# 涡河故道
涡河故道，位于河南省东部，原为黄水入涡的泛道，20世纪50年代治理后改名“涡河故道”，其上段称马家沟，发源于开封市西北部黄河大堤南侧，金明区水稻乡境内的黑池，东南流经开封市西南郊后进入开封县，马家沟流经开封县西南部地区，继而在万隆乡东南进入通许县后始称“涡河故道”。涡河故道东南流经通许县中部，杞县官庄乡西部，最后于太康县西北角，芝麻洼乡邢楼村西北注入涡河。全长106.7公里。